# Henry Round
Henry Joseph Round (né le 2 juin 1881 – mort le 17 août 1966 à Bognor Regis) est un ingénieur anglais, pionnier de la radio et proche collaborateur de Marconi. Il a signalé l'un des premiers le phénomène d'électroluminescence d'une diode à composant solide, découverte qui ouvre la voie à la fabrication de la diode électroluminescente.

## Biographie

### Années de formation
Round grandit dans la petite ville de Kingswinford, dans le Staffordshire, et fait ses études secondaires à Cheltenham Grammar School, puis s'inscrit au Royal College of Science, dont il sort diplômé avec mention.
Round est recruté par Marconi Company en 1902, peu après que Marconi ait réalisé la première transmission sans fil transatlantique. On l'envoie aux États-Unis pour y réaliser des expériences sur la TSF, notamment pour évaluer certaines technologies comme celle des circuits d'accord à noyau de fer pulvérisé. Il réalise aussi plusieurs expériences sur les conditions de transmission sur terre et sur mer à différentes heures du jour et sur la localisation des signaux, pour laquelle il utilise des antennes-treillis.

### Pionnier de la technologie des tubes électroniques
Henry Round, qui dirige le département « tubes thermoïoniques » de Marconi, invente un tube amplificateur à trois broches (ou triode) au moment même où l'Américain Lee De Forest brevète l'Audion aux États-Unis. Comme Meissner et Armstrong, il comprend tout l'intérêt de la contre-réaction dans les circuits à tubes électroniques, et construit les premiers émetteurs radio à modulation d'amplitude. Il brevète la cathode à incandescence induite, encore d'usage courant dans les tubes électroniques contemporains.

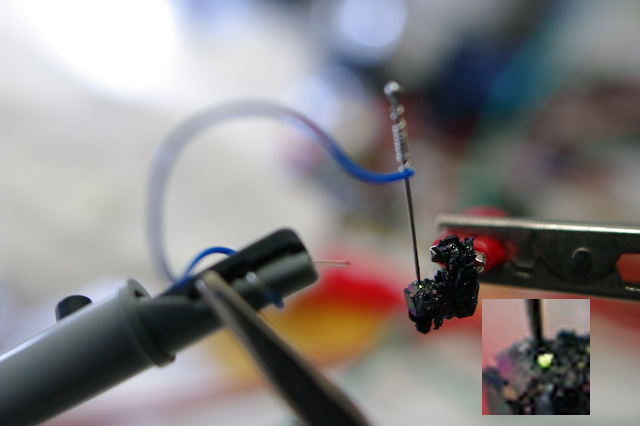
Reconstitution de l'expérience de H. J. Round mettant en évidence l'électroluminescence d'un substrat de carborundum (carbure de silicium) électrisé.

Au cours de ses ultimes expériences sur les détecteurs à contact ponctuel, il électrise une multitude de matériaux et découvre que certains d'entre eux émettent alors de la lumière,. Round publie cette découverte en 1907 dans la revue Electrical World.

### Les stations d'écoute radio
Au début de la Première Guerre mondiale, en décembre 1914, Round s'enrôle comme officier de l'armée régulière, et est affecté dans les Services secrets avec le grade provisoire de lieutenant. Fort de son expérience dans la localisation des sources radio, Round déploie un réseau de stations d'écoute radio le long du Front de l'Ouest.
Ces stations de localisation des faisceaux hertziens s'avèrent si utiles que les autorités britanniques les dédoublent en un réseau de stations 'B' (guidage) et 'Y' (interception) le long des côtes britanniques, pour surveiller les mouvements des aéronefs, navires et U-boote (sous-marins) allemands. Au mois de mai 1916, ces stations d'écoute sont même en mesure d'écouter les transmissions de la marine allemande mouillant à Wilhelmshaven. Le 30 mai, elles signalent un changement de cap de 1,5 degré dans la direction des signaux, indiquant que les bâtiments ennemis se sont mis en route. En conséquence, l’Amirauté ordonne à la flotte de prendre la mer et d'engager l'escadre allemande. La bataille du Jutland, la plus formidable bataille navale de tous les temps, survient le lendemain.
Le 6 septembre 1916, sans doute en reconnaissance du rôle qu'il a joué dans la bataille du Jutland et d'autres affaires secrètes, Round est promu capitaine assimilé "pour la durée de son affectation aux missions [spéciales].". Il est confirmé à ce grade dans les Services de Renseignement lors de la promotion de 1917. Le 31 mai 1918 en reconnaissance de ses états de services, Round est décoré de la Military Cross.
Après la guerre, Round participe activement à l'équipement des grandes stations radio du Royaume-Uni en émetteurs et relais. Nommé ingénieur en chef de Marconi's Wireless Telegraph Company en 1921, il démissionne quelques années plus tard pour créer son propre bureau d'études.
Lorsqu’éclate la Deuxième guerre mondiale, le Gouvernement fait de nouveau appel à ses services, cette fois comme membre de l'ASDIC (Anti-Submarine Detection Investigation Committee), chargé des écoutes sonar.